# Wang Wei (Archäologe)
Wang Wei (* Mai 1954 in Changchun, Provinz Jilin) ist ein chinesischer Archäologe. Er ist Direktor des Instituts für Archäologie der Chinesischen Akademie der Sozialwissenschaften (IA CASS).

## Leben
Wang studierte an der Jilin-Universität Archäologie und erwarb 1982 den BA. Anschließend trat er eine Forschungsstelle an der Abteilung für Archäologie der Xia-, Shang- und Zhou-Archäologie am IA CASS. Neben seiner Forschungsarbeit ist er auch Dozent für Archäologie an der Jilin-Universität. Für seine Schrift The Yamatai State and the Wo Regime in Ancient Chinese Texts erhielt er 1995 den Titel Doctor of Humanity von der Kyushu University. 1996 wurde er am CASS mit einer Dissertation über die Verbreitung der Metallurgie in Ostasien (Dongya diqu gudai tieqi he yetieshu de chuanbo yu jiaoliu) zum Ph. D. promoviert. Mit der Promotion wurde er auch zum Leiter seiner Abteilung ernannt. 1997 erhielt er den Titel eines Professors und den Rang CASS Outstanding Middle-aged/Young Scholar.
Derzeit ist Wang Direktor des IA CASS. Daneben hat er die Leitung zahlreicher Forschungsgruppen und -institute inne sowie andere mit der Leitung des IA CASS verbundene Funktionen. Er ist Herausgeber des Kaogu, Mitglied des staatlichen Beratungsausschusses für das Hochschulwesen, Gastprofessor an den Universitäten Peking und Xiamen.